# 克氏藍帶紋鱸
克氏藍帶紋鱸，為輻鰭魚綱鱸形目鱸亞目麗花鮨科的其中一種，分布於中太平洋菲律賓海域，深度170-210公尺，為熱帶海水魚，體長可達12公分，棲息在底層水域，生活習性不明。